# Фердинанд фон Ліндеман
Карл Луїс Фердинанд фон Ліндеман (нім. Carl Louis Ferdinand von Lindemann; 12 квітня 1852, Ганновер, Ганноверське королівство — 6 березня 1939, Мюнхен, Баварія, Німеччина) — німецький математик. Довів трансцендентність числа {\displaystyle \pi }. Член Баварської академії наук (1895 рік), член Геттінгенської академії наук.

## Життєпис
Фердинанд Ліндеман походить із родини філологів. Він народився 12 квітня 1852 року в Ганновері. Після закінчення гімназії в Шверіні (Мекленбург) у 1870 році почав вивчати математику в Геттінгенському університеті. Закінчив освіту в 1873 році в Університеті Ерлангена—Нюрнберга.
Місця роботи:
- 1877: захист дисертації у Вюрцбурзькому університеті.
- 1877—1883: професор Фрайбурзького університета.
- 1883—1893: Кенігсберзький університет.
- 1893—1923: Мюнхенський університет Людвіга-Максиміліана.